# Cryphia icterica
Cryphia icterica är en fjärilsart som beskrevs av Charles Boursin 1960. Cryphia icterica ingår i släktet Cryphia och familjen nattflyn. Inga underarter finns listade i Catalogue of Life.